# Безобразов, Григорий Михайлович
 Григорий Михайлович Безобразов  (1785 — 12 марта 1854) — московский гражданский губернатор (1823—1829)

## Биография
Происходил из древнего дворянского рода Безобразовых: сын обер-штер-кригскомиссара Михаила Осиповича Безобразова (1746—1789) от брака его с Марией Александровной Чириковой. Его старший брат Александр Безобразов — ярославский и петербургский губернатор.
После получения образования в университете 2 сентября 1803 года поступил на службу в коллегию иностранных дел актуариусом. В 1806 году назначен переводчиком, а 5 мая 1809 года уволен из коллегии, с производством в коллежские асессоры, и вслед затем определён в канцелярию статс-секретаря Молчанова.
Отсюда 30 марта 1812 года Безобразов был командирован к генерал-адъютанту 2-й Западной армии, а с 22 июня по 27 августа состоял при особых поручениях при князе Багратионе. На этом посту участвовал в сражениях под Смоленском и Бородинской битве. 12 декабря 1812 года произведён в надворные советники.
После перехода русской армии за пределы России, Безобразов был назначен сначала областным начальником Калишинской области, а затем состоял при генерале Милорадовиче. 8 апреля 1813 года он был переименован в майоры, с зачислением по армии назначением адъютантом к Милорадовичу.
30 апреля он принимал участие в сражении при Бишофсверде, 7 и 8 мая при Бауцене и в арьергардном деле 10 мая между Рейхсбахом и Герлицем. Затем Безобразов находился в сражениях под Дрезденом и Кульме, причём за отличие в этом сражении он был произведён в полковники, а за Лейпцигское сражение получил золотую шпагу.
Участвовал во взятии Парижа. Из Франции Безобразов возвратился в Россию морем с 1-й Гренадерской пехотной дивизией. 19 июня 1815 года он был назначен дежурным штаб-офицером 1 Резервного кавалерийского корпуса. 24 января 1816 года переведён в кавалергардский полк и 9 февраля произведен в полковники.
18 июня 1818 года Безобразов назначен командиром Оренбургского уланского полка, а 18 сентября того же года переведён во Владимирский уланский полк. 9 мая 1820 года он был зачислен по кавалерии и назначен состоять по особым поручениям при московском генерал-губернаторе Д. В. Голицыне.

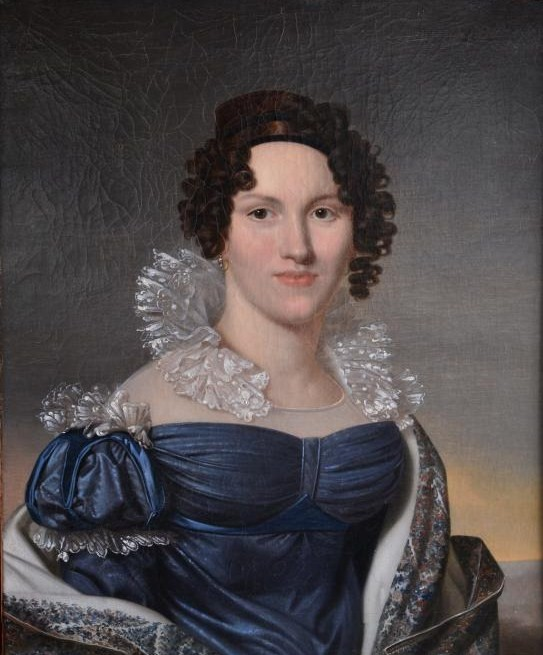
Елизавета Петровна, жена

30 марта 1823 года Безобразов был назначен московским гражданским губернатором, с производством в действительные статские советники, и исправлял эту должность в продолжение шести лет. За это время был награждён орденом св. Анны 1 ст. с бриллиантовыми знаками, орденом св. Владимира и табакеркой с вензелем. Сведения о его управлении разноречивы. Из письма А. Булгакова известно, что когда генерал-адъютант Орлов-Денисов, сопровождавший тело Александра I из Таганрога, прибыл в Серпухов, то «нашёл всё в беспорядке» и потребовал призвать нерадивого губернатора к ответу.
Ссылаясь на слабое здоровье, в 1829 г. Безобразов вышел в отставку и поселился в Тульской губернии, где у него было 400 душ крестьян. За 20 лет, проведённых в имении, зарекомендовал себя в Московском обществе сельского хозяйства рачительным хозяином. Скончался 12 марта 1854 года и был похоронен в Даниловом монастыре.

## Семья
В браке с Елизаветой Петровной Глазовой (ум. 1834), дочерью генерал-майора Петра Осиповича Глазова, родилось 8 детей. Из них до зрелого возраста дожили трое:
- Михаил (1825—1878)
- Пётр (30.05.1821[2]—1881)
- Василий (30.01.1833—1919), женат 1-м браком на дочери князя Петра Дмитриевича Горчакова, Ольге (1833—1873), вторым браком на Елизавета Александровне, урожд. княжне Львовой (1840—1925)[3].  Его дети: дочери от первого брака —  Наталья (её муж — Алексей Алексеевич Философов, сын Алексея Илларионовича Философова), Варвара, Ольга (в замуж. Попова),  Софья (1862–1923; её муж — Павел Борисович Мансуров), Елизавета, в замуж. Глебова (ее внук — сын дочери Ольги — поэт Сергей Владимирович Михалков),  Александра (1859–1904; ее муж — Алексей Егорович Комаровский (1841–1899)[4], Надежда (1864 —1945; её муж  — Анатолий Васильевич Неклюдов), Анна (1865—1945; её муж — Сергей Николаевич Свербеев); сыновья от второго брака — Владимир и Александр — умерли в детстве.   
  - Внуки Василия Григорьевича Безобразова — Сергей Павлович Мансуров, священник, историк церкви; поэт Василий Алексеевич Комаровский и Владимир Алексеевич Комаровский.

## Источник текста
- Сборник биографии кавалергардов